# 정희봉
정희봉(1986년 3월 6일 ~ )는 대한민국의 전 축구 선수로, 포지션은 공격수였다.